# Boulevard National (Marseille)
Pour les articles homonymes, voir Boulevard National.
Le boulevard National est une voie marseillaise.

## Situation et accès
Le boulevard National relie le boulevard Longchamp (1e arrondissement) au boulevard Mirabeau (2e arrondissement) en traversant de part en part le 3e arrondissement de Marseille.
Il n'est accessible au sud que par la rue Bernex, et est en sens unique sud>nord jusqu'aux boulevards Voltaire et Flammarion. Il passe en tunnel sous les voies de la gare Saint-Charles. Il est de nouveau à sens unique sud>nord jusqu'à Saint-Mauront, la circulation nord>sud se faisant par la rue de Crimée. Il passe sous un double viaduc, ferroviaire (ligne de Marseille-Saint-Charles à Marseille-Joliette) et autoroutier (Autoroute A7). Il aboutit sur l'avenue Roger-Salengro, où il est prolongé jusqu’au quartier d'Arenc par le boulevard Mirabeau.

## Historique
Le tunnel connaît un épisode meurtrier du bombardement allié sur Marseille le 27 mai 1944 ; 150 personnes sont tuées et 150 blessées alors qu'ils cherchent refuge dans ce tunnel,.